# Klaviertrio op. 70,1 (Beethoven)

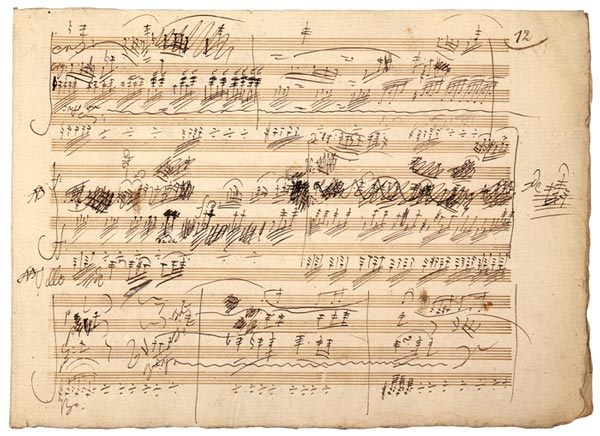
Seite aus dem Manuskript des Geister-Trios.

Das Klaviertrio D-Dur op. 70,1, das so genannte „Geistertrio“, ist eine kammermusikalische Komposition für Klavier, Violine und Cello von Ludwig van Beethoven und wurde gemeinsam mit dem Klaviertrio op. 70,2 im Jahr 1809 veröffentlicht.

## Entstehung
Beethoven schrieb die zwei Klaviertrios im Sommer 1808 während eines Aufenthaltes auf dem Landgut Floridsdorf von Gräfin Marie von Erdődy, seiner Gönnerin und Widmungsträgerin der Werke. Zu dieser Zeit vollendete er auch seine 5. Sinfonie und die 6. Symphonie, die „Pastorale“.
Nach der Vollendung der beiden Klaviertrios begann er im Herbst 1808 mit Skizzen zur Chorfantasie op. 80, dem Vorläufer des berühmten Schlusssatzes seiner 9. Sinfonie.

## Zur Musik

### Erster Satz: Allegro vivace e con brio
Eine stürmisch aufsteigende, fünfmal jeweils eine Quarte höher beginnende absteigende Sequenz im Unisono aller drei Instrumente zu Beginn des Satzes wird von einem kantablen Thema abgelöst, das von den Instrumenten abwechselnd vorgetragen wird. Sowohl die Exposition als auch der Mittelteil von Durchführung und Reprise werden wiederholt; ein Seitenthema fehlt.

### Zweiter Satz: Largo assai ed espressivo
Der in d-Moll stehende Mittelsatz beginnt in Cello und Violine, dann tritt mit pulsierenden Akkorden das Klavier hinzu. Die gespenstische Atmosphäre des Satzes, die von Musikwissenschaftler Paul Bekker als »eine der wunderbarsten Offenbarungen beethovenscher Schwermut« bezeichnet wurde, entsteht u. a. durch seine Klaviertremoli und chromatischen Skalen.
Die Bezeichnung des Trios als „Geistertrio“ geht auf Beethovens Schüler Carl Czerny zurück, der, wie er 1842 schrieb, sich durch diesen Satz an den ersten Auftritt des Geistes in William Shakespeares Tragödie Hamlet erinnert fühlte: »Der Charakter dieses sehr langsam vorzutragenden Largo ist geisterhaft schauerlich, gleich einer Erscheinung aus der Unterwelt«.
Laut Musikwissenschaftler Martin Gustav Nottebohm entwarf Beethoven parallel zur Komposition des Trios einen Hexenchor für eine geplante Opernkomposition mit Shakespeares Tragödie Macbeth als Vorlage.

### Dritter Satz: Presto
Mit dem Finalsatz in D-Dur kehrt das Trio zu einer gelösten Stimmung zurück. Laut Hermann Swietly ist dieser Satz das »Nachklingen der aufwühlenden Gestik des Mittelsatzes in lichtvollen Gefilden; ein prachtvoller und glänzender, durch nichts getrübter Abschluss für ein Werk, welches in der Musikgeschichte nicht seinesgleichen hat«.

## Wirkung
Nicht zuletzt aufgrund der Besetzung Wiens durch die französischen Truppen erfolgte die Veröffentlichung durch Breitkopf & Härtel erst im Jahr 1809. Die Uraufführung erfolgte im Salon von Gräfin Erdödy.
Musikkritiker E. T. A. Hoffmann zeigte sich nicht nur von Beethovens Werken wie der Sinfonie Nr. 5 und Nr. 6 begeistert, sondern auch von diesen »herrlichen Trios« und davon, »wie B. den romantischen Geist der Musik tief im Gemüthe trägt und mit welch hoher Genialität, mit welcher Besonnenheit er damit seine Werke belebt«. In diesem Rahmen beklagte Hoffmann die »Mode [...], die Musik nur so nebenher zum Vertreiben der Langeweile in der Gesellschaft zu benutzen«, und warnte davor, dass Gelegenheitsmusiker, die nur leichte und gefällige Musik bewältigen könnten, von Beethovens Trios op. 70 überfordert sein könnten.
Das erste, in D-Dur, das sogenannte „Geistertrio“, zählt neben dem „Erzherzog-Trio“, das noch bekannter ist, zu den bekanntesten Klaviertrios des Komponisten. Obwohl die zwei Klaviertrios gewöhnlich als Nr. 5 und 6 gezählt werden (mit dem „Erzherzog-Trio“ als Nr. 7), ist die Nummerierung der zwölf Klaviertrios nicht standardisiert und kann je nach Quelle differieren.

### Belege
- Harenberg Kulturführer Kammermusik. Brockhaus, Mannheim, 2008, ISBN 978-3-411-07093-0.
- Ares Wolf: Kammermusik für Klavier und Streichinstrumente. In: Sven Hiemke (Hrsg.): Beethoven-Handbuch. Bärenreiter, Kassel 2009, ISBN 978-3-476-02153-3
- Lewis Lockwood: Beethoven: Seine Musik – Sein Leben. Metzler, 2009, ISBN 978-3-476-02231-8. S. 238–241

### Weiterführende Literatur
- Stefan Kunze: Beethovens »Besonnenheit« und das Poetische. Über das Largo assai ed espressivo des D-Dur-Klaviertrios op. 70 Nr. 1 (»Geistertrio«), in: KgrB München 1990, S. 145–167
- Lothar Schmidt: 2 Klaviertrios D-Dur »Geistertrio« und Es-Dur op. 70, in: Carl Dahlhaus, Albrecht Riethmüller und Alexander L. Ringer (Hrsg.): Beethoven – Interpretationen seiner Werke., 1994, Band 1, S. 523–531